# Sof'ja Kostantinovna Clavone
Sof'ja Kostantinovna Clavone (Bursa, 12 gennaio 1760 – Berlino, 24 novembre 1822) è stata una cortigiana greca.

## Biografia
Esistono due versioni sull'origine di Sof'ja Clavone. La prima sostiene che provenisse da una nobile famiglia, molto vicina all'imperatore bizantino.
La seconda sostiene che fosse la figlia di un povero allevatore greco di nome Kostantin. Nel 1772 Kostantin, insieme alla moglie Maria e le figlie, si trasferì a Costantinopoli. Intorno al 1775 suo padre morì e sua madre si risposò con un armeno, che morì poco dopo. La loro casa venne distrutta durante il grande incendio di Costantinopoli.
Rimasta completamente priva di risorse, Maria, seguì l'esempio della sorella minore, diventando una cortigiana. Nel maggio 1777 Maria presentò la figlia a Karl Boscamp-Lasopolski.
Sof'ja incominciò ad accompagnarlo ai ricevimenti. Nel gennaio 1779 iniziò il suo viaggio verso la Polonia, ma non riuscì ad arrivare a Varsavia.

## Primo Matrimonio
Nel mese di aprile 1779 Sof'ja arrivò a Kam"janec', dove incontrò il maggiore Josef Witt. Josef si innamorò perdutamente "bella dama greca", e il 14 giugno 1779, Sof'ja e Josef, senza la benedizione dei genitori dello sposo ma con il permesso del vescovo Adam Krasinski, si sono sposati nella chiesa del villaggio di Zіnkіvtsі.
Successivamente il padre di Josef cedette al fascino di Sof'ja e riconobbe il loro matrimonio. Nel 1781 Josef e Sof'ja viaggiarono in Europa. La coppia ebbe un figlio:
- Ivan Osipovič (1781-1840), sposò in prime nozze Yuzefine Walewska e in seconde nozze Carolina Adamovna Rzevuski.

All'inizio della coppia visitò Varsavia. Ai primi di marzo del 1781 è stata presentata al re Stanislao Augusto. Dopo visitarono Berlino, dove Sof'ja è stato presentata al re Federico II. Nella località turistica di Spa, venne presentata all'imperatore Giuseppe II, che rimase molto affascinato da lei e ne parlò nelle sue lettere a sua sorella, la regina francese Maria Antonietta.
Venne "adottata" da Maria Antonietta nella sua residenza, il Petit Trianon. A Parigi Sof'ja fu notata dal conte di Provenza, poi re Luigi XVIII e dal conte d'Artois, il futuro re Carlo X. Il marito rimase sconvolto dal successo della moglie alle corti reali europee.
La notizia della nascita del figlio raggiunse il re polacco, che visitò personalmente la giovane famiglia e si congratulò con il padre di Josef Witt per la nascita di un nipote. Il nonno venne immediatamente promosso al grado di tenente-generale, e Stanislao Augusto si offrì di essere il padrino del neonato. Nel 1785, il padre di Josef morì ed egli venne nominato Direttore Generale.
Su richiesta di Grigorij Aleksandrovič Potëmkin, Sof'ja e suo marito vennero nominati conte e contessa dall'imperatore.
Nel 1787 Sof'ja visitò Costantinopoli. Sof'ja venne accolta come una regina. Le attenzioni a le dedicate cominciarono a irritare le sue compagne, soprattutto Ursula Mnishek.

### Sof'ja e Potëmkin
Non c'è nessuna informazione precisa quando Sof'ja incontrò il comandante dell'esercito russo nella guerra russo-turca (1787-1792), il generale feldmaresciallo Grigorij Aleksandrovič Potëmkin.
Nel 1789 Sof'ja conobbe Potëmkin in un campo militare a Ochakov, un favorito di Caterina II. In suo onore Potëmkin organizzò balli e ricevimenti. Egli nominò il marito di Sof'ja governatore militare di Kherson, conferendogli il rango di generale dell'esercito russo.
Su richiesta della regina, Potëmkin gli regalò orecchini di diamanti preziosi. Sulla via del ritorno incontrò Potëmkin in Ucraina con il comandante dell'esercito polacco di Jozef Poniatowski, attraverso il quale Sofia salutò il re.
Sulla strada per Iași, Potëmkin si ammalò. Egli morì poco dopo tra le braccia di sua nipote Aleksandra von Engelhardt.

### Incontro con Caterina II
Ci sono diverse versioni su questo incontro. Nella prima versione nel 1787, quando Sof'ja faceva parte del seguito di Stanislao Augusto è stata presentata all'imperatrice Caterina II, nel corso del viaggio del monarca in Crimea.
Nella seconda versione nell'inverno 1787-1788 Sof'ja andò a San Pietroburgo per riferire all'imperatrice in merito ad alcuni lavori.
Una terza versione avvenne il 18 marzo 1791. Dopo la cattura delle truppe russe, Potëmkin si trasferì a San Pietroburgo e si prese cura dei coniugi Witt.

## Secondo Matrimonio

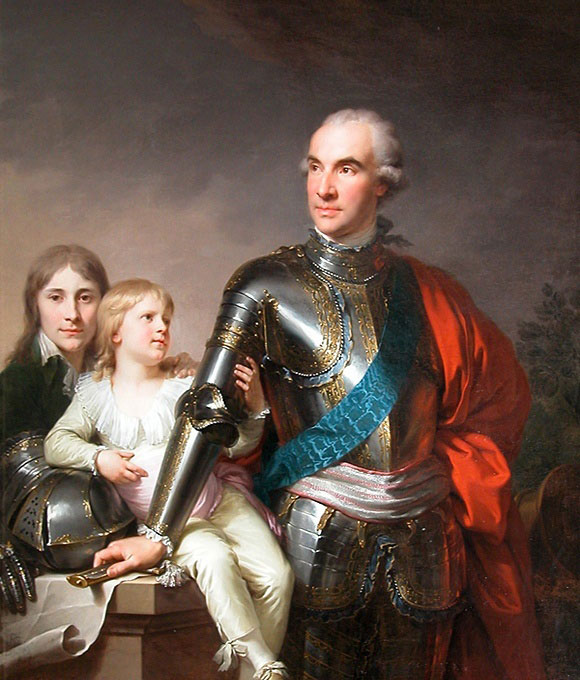
Il conte Potocki e i figli del suo primo matrimonio, di Giovanni Battista Lampi, 1790, Museo del Louvre.

Dopo la morte del marito, Sof'ja incontrò Stanisław Szczęsny Potocki. Sof'ja esercitò tutto il suo fascino per conquistare il cuore del magnate più ricco dell'Ucraina. Ed ci riuscì. Padre di undici figli, Potocki chiese e ottenne dall'imperatrice il divorzio dalla moglie.
Si sposarono il 17 aprile 1798 a Tul'čyn. Ebbero cinque figli:
- Aleksandr Stanislavovič (1798-1866);
- Mieczyslaw Stanislavovič (1799/1800-1876);
- Sof'ja Stanislavovna (1801-1875), sposò il conte Pavel Dmitrievič Kiselev;
- Ol'ga Stanislavovna (1802-1861), sposò Lev Aleksandrovič Naryškin;
- Boleslaw Stanislavovič (1805-1892).

## Vedovanza e la lotta per l'eredità
Gli ultimi anni di vita di Potocki furono caratterizzati da drammi personali e familiari. Sof'ja era in intima connessione con il figlio maggiore di Potocki, Yuri. La differenza di età tra matrigna e il figliastro era di 16 anni. Secondo la testimonianza del biografo polacco di Sof'ja, il suo rapporto con il figliastro non poteva restare un segreto ancora per molto nei confronti del marito. Potocki si ritirò, si arrese misticismo e il 15 marzo 1805 morì, senza dire addio a sua moglie.
Rimasta vedova, Sof'ja si trovò in una posizione difficile. I figli del primo matrimonio di suo marito volevano dichiarare il secondo matrimonio del padre invalido e i figli nati da questo matrimonio illegittimi.
Sof'ja iniziò a combattere disperatamente, alla fine del 1805 lei e i suoi figli si trasferirono a San Pietroburgo, sperando di ottenere un apposito decreto imperiale con il riconoscimento per i suoi figli uguali diritti. Nella capitale, ha trascorso diversi mesi, cercando la tutela degli influenti funzionari.
Grazie agli sforzi del senatore Nikolaj Nikolaevič Novosilzov, l'imperatore intervenne. Il figliastro Yuri, per dimenticarsi della matrigna, si immerse nel gioco, perdendo una grande fortuna. Vedendo che la sua casa divenne un luogo di ritrovo, Sof'ja insistì che Yuri andasse all'estero. Stipulò un accordo in cui egli fornì una rendita a vita di 15.000 ducati all'anno. Invece Sof'ja divenne la proprietaria di tutti i diritti di proprietà del figliastro e pagò tutti i suoi debiti.
Nel 1808, Yuri andò in Francia. Nel 1809 a causa della tubercolosi, dei reumatismi e delle malattie veneree, Yuri morì. Sof'ja soffrì molto per la sua morte.

## Morte
Negli ultimi anni della sua vita, Sof'ja si dedicò alle opere di carità, alla redenzione dei peccati e all'educazione dei figli.
Nel 1820 si ammalò di cancro all'utero. Sperando nei medici tedeschi, Sofia partì per Berlino. Morì il 24 novembre 1822.